# 春日井村
春日井村（かすがいむら）は、愛知県東春日井郡にかつてあった村である。
現在の春日井市西部（春日井町・如意申町・稲口町など）に該当する。

## 歴史
- 1878年（明治11年） - 春日井郡長斎新田と春日井原新田が合併し、春日井村となる。
- 1880年（明治13年）2月5日 - 春日井郡が東春日井郡と西春日井郡に分割され、この地域は東春日井郡となる。
- 1889年（明治22年）10月1日 - 春日井村、如意申新田、稲口新田が合併し、春日井村が発足。
- 1906年（明治39年）7月16日 - 勝川町に編入される。同日春日井村は廃止。